# اینتی بیریونس
اینتی بیریونس (انگلیسی: Inti Briones؛ زادهٔ ۳ مهٔ ۱۹۷۱) فیلم‌بردار اهل شیلی است.